# Suite on Greek Love Songs (Van Lijnschooten)
Suite on Greek Love Songs is een compositie voor harmonieorkest van de Nederlandse componist Henk van Lijnschooten. De componist kreeg voor deze compositie een opdracht van het Amsterdamse Fonds voor de Kunst.
Dit werk is opgenomen op cd door de Koninklijke Militaire Kapel onder leiding van Jan van Ossenbruggen,  het North Texas University Wind Symphony onder leiding van Eugene Migliaro Corporon en het Keystone Wind Ensemble onder leiding van Jack Stamp.